# حمدو الناصر الأصم
محمد حميدة بن عبد المجيد النَّيْربي المعروف بـالشيخ حمدو الناصر الأصم (1835 - 1903) شاعر سوري. ولد في حلب ونشأ ودرس بها. كان أصمّ. توفي في بلدة كفرتخاريم في حلب. له ديوان شعر وتخميس البردة البوصيرية.

## سيرته
ولد محمد حميدة بن عبد المجيد بن محمد رشيد بن علي رضا النَّيربي في حلب سنة 1252 هـ/ 1835 م أو يقال 1250 هـ/ 1833 م ونشأ بها. نسبته إلى باب النيرب من أحياء حلب. تلقى علوم عصره في مدرسة القرناصية. كان يتردد إلى إدلب وكفر تخاريم وحارم ودير كرش و«يمدح أغوات هذه البلاد ويصلونه مع عزة نفس وكرم طبع». كان أصماً وبارعاً في التشطير والتخميس. 

توفي في كفرتخاريم سنة 1321 هـ/ 1903 م ودفن فيها. 

## حياته الشخصية
كان أصم، فاصطنع له مصّاصة متّصلة بماسورة معدنيّة وفي آخرها فنجان مثقوب، فمن أراد أن يكلّمه، وًضعً الفنجان على فمه، والمصّاصة في أذن الشيخ ، فيسمع بسهولة.